# Sachsia
Sachsia là một chi thực vật có hoa trong họ Cúc (Asteraceae).

## Loài
Chi Sachsia gồm các loài: